# (2908) Shimoyama
(2908) Shimoyama es un asteroide perteneciente al cinturón de asteroides, descubierto el 18 de noviembre de 1981 por Toshimasa Furuta desde Tōkai, Japón.

## Designación y nombre
Designado provisionalmente como 1981 WA. Fue nombrado Shimoyama en homenaje a Shimoyama ciudad donde se ubica el observatorio Tokai